# Customer communications management
Il Customer Communications Management (CCM) è un’attività che consente alle aziende di gestire le comunicazioni con i clienti che avvengono attraverso un’ampia gamma di canali. Originariamente, il customer communications management riguardava i documenti stampati, i documenti digitali archiviati, le email e le pagine web. Ora include anche gli SMS/MMS, le notifiche delle applicazioni, le esperienze da mobile basate sul design responsivo e i messaggi veicolati attraverso i social media più diffusi. Il customer communications management implica un processo automatizzato che include non solo l’invio della comunicazione ma anche la segmentazione dei messaggi sulla base dei diversi profili e contesti dei clienti.

## Definizione
Un software di CCM permette alle aziende di implementare un nuovo approccio allo scambio di informazioni migliorando le loro capacità di mantenere i rapporti con clienti e stakeholder. Con questo tipo di software, i messaggi veicolati non sono più generici ma personalizzati in base alle necessità del cliente, ai canali (web, email, sms e stampa) e ai dispositivi (mobile, tablet, laptop e PC).
Ad esempio, se un cliente interagisce con un’azienda, i dati o i messaggi forniti comprendono non solo le informazioni richieste, ma l’intero contesto che ruota attorno all’interazione, che include il profilo del cliente (es. Stile di vita e necessità), la cronologia delle attività online e le preferenze personali. Questo processo implica l’utilizzo di un grande numero di dati raccolti online e offline. Data la natura dei software di Customer Communications Management, questi vengono anche definiti come sistemi di "Intelligent Customer Communications Management".

## Storia
Prima che venisse utilizzato il termine CCM, questa tecnologia era conosciuta come Variable Data Printing (VDP) o Variable Data Publishing. Il termine TransPromo, abbreviazione di Transpromotional, è stato in uso fino a quando il termine VDP ha lasciato il posto al termine CCM per i contenuti di settore.
Alcuni progetti iniziali di CCM erano incentrati sull’utilizzo di documenti transazionali dell’azienda. Questi documenti, come resoconti bancari, estratti conto, fatture e altri documenti transazionali del cliente erano visti come mezzi per promuovere i prodotti dell’azienda ai clienti. La ragione dietro questo pensiero è riportata in un’analisi condotta da Infotrends, secondo cui “i documenti transazionali sono aperti e consultati da più del 90% dei consumatori. Dato che il consumatore medio è bombardato ogni giorno da pubblicità, email, direct mail e altre sollecitazioni, il Transpromo può aiutarti a distinguersi dalla concorrenza ed emergere”.
Altri progetti di CCM sono stati concepiti sulla base delle esigenze di marketing, migliorando le capacità di progettazione, test, integrazione analitica, e mappatura del customer journey per soddisfare le esigenze dei professionisti, diventati sempre più importanti nel processo d’acquisto della tecnologia.
L’ambito delle soluzioni CCM è cresciuto rapidamente oltre la gestione e l’analisi dei dati. Molte soluzioni attuali offrono “la generazione automatica di proposte commerciali, contratti di lavoro, contratti di prestito, service level agreement, descrizioni e prezzi di prodotto e altri documenti transazionali o legali in cui è possibile riutilizzare un contenuto per generare documenti accurati, coerenti e personalizzati per una gamma di applicazioni aziendali. Questo passaggio verso una gestione più flessibile diventa più evidente quando le aziende sviluppano soluzioni e prodotti di CCM adattabili alle tecnologie in evoluzione disponibili. Lo si ritrova nella recente introduzione, da parte delle aziende, di tablet e soluzioni compatibili con essi nell’ambiente lavorativo.

## Componenti
La tecnologia che supporta il customer communications management permette anche di creare messaggi dal contenuto più complesso. La tecnologia del CCM generalmente include o si integra con le seguenti componenti:
1. Software di estrazione, trasformazione e caricamento dei dati;
2. Software di gestione dei dati, analisi e location intelligence;
3. Software di data cleaning;
4. Software di creazione di documenti (document composition);
5. Software di archiviazione dei documenti digitali, anche con funzionalità di elaborazione dei pagamenti;
6. Software di Print Stream Engineering/ post-elaborazione dei dati;
7. Software di conformità normativa degli invii;
8. Software di gestione delle stampanti;
9. Stampanti di alta e media produzione;
10. Macchine imbustatrici;
11. Software di email marketing;
12. Software di gestione SMS;
13. Software di gestione dei contenuti attraverso mobile media;
14. Software di gestione dei social media;
15. Software di reportistica sulla produzione di documenti;
16. Tecnologia di portale;
17. Software applicativo transpromozionale;
18. Mappatura del customer journey;
19. Software di orchestrazione del customer journey.

Tutte le tecnologie di CCM dispongono di interfacce che utilizzano principalmente un software di layout visivo per definire la struttura della comunicazione. Queste interfacce di progettazione creano una struttura visiva di base che è successivamente integrata con dei dati creati in modo variabile, elementi di contenuto statico, di contenuto regolamentato, contenuti esterni referenziati e altri elementi per creare una comunicazione con il cliente completa.
Esistono diversi gradi di sofisticazione che le interfacce di progettazione CCM gestiscono, in base alle esigenze aziendali. Alcuni ambienti di progettazione consistono in semplici interfacce basate su cloud che creano messaggi per comunicazioni di marketing facili e veloci. Ci sono, inoltre, interfacce più complete che possono supportare applicazioni complesse, come la generazione di polizze assicurative, che richiedono le capacità e le competenze di esperti del settore.
La maggior parte delle tecnologie di CCM ha funzionalità di estrazione dei dati e offre l’opportunità ai professionisti del marketing e alle aziende di combinare i dati provenienti da più sistemi per eseguire un’analisi dei clienti prima di creare e veicolare un messaggio. Ciò consente, inoltre, di stabilire le leve del marketing mix e di posizionare i singoli prodotti in base alla rilevanza per il cliente o ai risultati del modello di propensione all’acquisto, attuando le regole sugli elementi di contenuto nella progettazione.
Il processo si traduce nella creazione di un modello di dati, acquisizione di dati e regole decisionali. Questi permettono al sistema di composizione dei documenti di seguire il proprio insieme di regole di applicazione, costruendo documenti individuali in base ai dati contenuti all’interno di ciascun registro. Il sistema di composizione dei documenti produce generalmente un flusso di stampa o dati XML.
La post elaborazione può essere utilizzata per predisporre un processo di stampa finalizzato alla produzione e distribuzione. Ciò può includere attività come l’applicazione di codici a barre per dare istruzioni d’invio di posta agli inseritori e cambiarle in base all’inseritore utilizzato. Ad esempio, l’inseritore di un produttore potrebbe richiedere istruzioni sul codice a barre diverse rispetto a un altro inseritore per portare a termine la stessa operazione.
Il software di gestione della stampa controlla lo smistamento e la distribuzione dei processi a una singola stampante o a un parco stampanti. Offre, inoltre, un sistema per la consegna garantita (verificando che tutte le pagine vengano stampate) attraverso comunicazioni e risposte inviate dai dispositivi di stampa. L’analisi dei dati risultanti fornisce informazioni utili per i responsabili della produzione di documenti.